# Центральный округ (Фиджи)
Центральный округ (англ. Central Division) — один из четырёх округов Фиджи. Состоит из пяти провинций: Наитасири, Намоси, Рева, Серуа и Таилеву. Административный центр — город Сува, который также является и столицей страны.
Включает в себя восточную часть острова Вити-Леву и мелкие отдалённые острова, в том числе остров Мбенга. Имеет сухопутную границу с Западным округом на острове Виту-Леву, а также морскую границу с Северным и Восточным округами.